# 叔未士
叔未士（Jehu Lewis Shuck；1812年9月4日—1863年）是美南浸信会先锋传教士，是浸会差派来华的第一位传教士。
1814年，叔未士出生于美国弗吉尼亞州亚历山大，就读于里士满的弗吉尼亚浸信会神学院。1835年9月8日，叔未士与17歲的叔何显理（Henrietta Hall Shuck，1817－1844）結婚，同年9月11日，他们受差遣前往中国传教，从里士满乘船前往波士顿，于16日到达波士顿。22日，他们乘坐“卢浮号”（Louvre）起程。
1836年3月29日，他们到达新加坡，留在那里学习中文。1836年9月 (道光十六年八月) ，叔未士夫妇抵达澳门，叔未士未能在广州立足，于是定居澳门，直到1842年(道光二十二年)。叔未士在澳门创办了一所学堂，1837年(道光十七年)，第一位华人信徒受洗。
鸦片战争末期的1842年3月(道光二十二年二月)，叔未士举家移居香港，在上环百步梯设宏艺书塾。次年5月15日(道光二十三年四月十六日)，在中环皇后大道中建立了第一个教堂皇后大道浸信会。後又成立「街市浸信會」。1844年3月1日(道光二十四年一月十三日)，叔何显理在香港开办第一所女校。1844年11月27日 (道光二十四年十月十八日)，叔何显理生下第五子亨瑞·富勒（Henrie Fuller）後去世，年仅27岁。葬於香港跑馬地墳場。
1845年4月初(道光二十五年三月)，叔未士移居广州。5月14日(道光二十五年四月九日)，他与同工罗孝全、杨庆在广州南關東石角设立粵東浸信會，建立浸信会广州第一支会。同年10月21日叔未士与杨庆返回美国。1846年10月，叔未士在阿拉巴马州与薛士顿Eliza（Lizzie sexton）结婚。1847年8月，叔未士夫妇受美南浸信会派遣，与杨庆再度来华，先到香港，同年移居上海。
在上海，叔未士夫妇与晏玛太夫妇（Matthew Yates）和託弼夫妇（T. W. Tobey）同工，在老北门建立了第一浸信会。1851年11月 (咸豐元年十月)，叔未士第二任妻子因难产去世。1852年11月(咸豐二年十月)，叔未士返回美国。
1853年抵达美国后，叔未士受命向加州的华人传扬福音，1855年，成立了旧金山华人浸信会。1861年退休，住在南加州。1863年，叔未士在那里去世，享年51岁。 